# Bahnstrecke Bad Lauchstädt–Angersdorf
| |                         |                                               |                                               |
| Streckennummer: | 6389                    |                                               |                                               |
| Kursbuchstrecke: | 195g (1897) 193c (1914) |                                               |                                               |
| Streckenlänge: | 10,06 km                |                                               |                                               |
| Spurweite: | 1435 mm (Normalspur)    |                                               |                                               |
| Maximale Neigung: | 13,5 ‰                  |                                               |                                               |
| Minimaler Radius: | 300 m                   |                                               |                                               |
| |                         |                                               |                                               |
| \| \| \| von Merseburg \| \| \| \| 10,54 \| Bad Lauchstädt \| Bad Lauchstädt \| \| \| \| nach Schafstädt \| \| \| \| 14,36 \| Delitz am Berge \| Delitz am Berge \| \| \| 16,23 \| Benkendorf \| Benkendorf \| \| \| 17,96 \| Holleben (früher Holleben-Beuchlitz) \| Holleben (früher Holleben-Beuchlitz) \| \| \| \| von Hann Münden \| \| \| \| 20,60 \| Angersdorf (früher Schlettau b Halle (Saale)) \| Angersdorf (früher Schlettau b Halle (Saale)) \| \| \| \| nach Halle (Saale) \| \| |                         |                                               |                                               |
| Strecke |                         | von Merseburg                                 | von Merseburg                                 |
| Bahnhof | 10,54                   | Bad Lauchstädt                                | Bad Lauchstädt                                |
| Abzweig ehemals geradeaus und nach links |                         | nach Schafstädt                               | nach Schafstädt                               |
| Haltepunkt / Haltestelle (Strecke außer Betrieb) | 14,36                   | Delitz am Berge                               | Delitz am Berge                               |
| Bahnhof (Strecke außer Betrieb) | 16,23                   | Benkendorf                                    | Benkendorf                                    |
| Bahnhof (Strecke außer Betrieb) | 17,96                   | Holleben (früher Holleben-Beuchlitz)          | Holleben (früher Holleben-Beuchlitz)          |
| Abzweig ehemals geradeaus und von links |                         | von Hann Münden                               | von Hann Münden                               |
| Bahnhof | 20,60                   | Angersdorf (früher Schlettau b Halle (Saale)) | Angersdorf (früher Schlettau b Halle (Saale)) |
| Strecke |                         | nach Halle (Saale)                            | nach Halle (Saale)                            |

Die Bahnstrecke Bad Lauchstädt–Angersdorf war eine Nebenbahn in Sachsen-Anhalt. Sie verlief von Bad Lauchstädt in Richtung Norden nach Angersdorf (früher Schlettau b Halle (Saale)) und verband damit die Bahnstrecken Merseburg–Schafstädt, deren Kilometrierung sie fortsetzte, und Halle–Hann Münden.

## Geschichte
Die Strecke wurde am 1. April 1897 durch die Preußisch-Hessische Staatsbahn eröffnet.
Laut Fahrplan von 1914 verkehrten täglich fünf Personenzugpaare, ein weiteres nur an Werktagen sowie zusätzlich eins nur an Sonn- und Feiertagen. Bis Ende der 1920er Jahre reduzierte sich das Angebot auf drei Zugpaare werktags und ein Zugpaar sonn- und feiertags. Im Sommer 1934 verzeichnet der Fahrplan keine Reisezüge mehr.
Das Teilstück von Bad Lauchstädt bis Benkendorf (Holleben) wurde 1945 abgebaut. Das verbliebene Teilstück von Holleben nach Angersdorf wurde am 24. April 1967 durch die neue Verbindung Merseburg–Halle-Nietleben ersetzt.

## Galerie

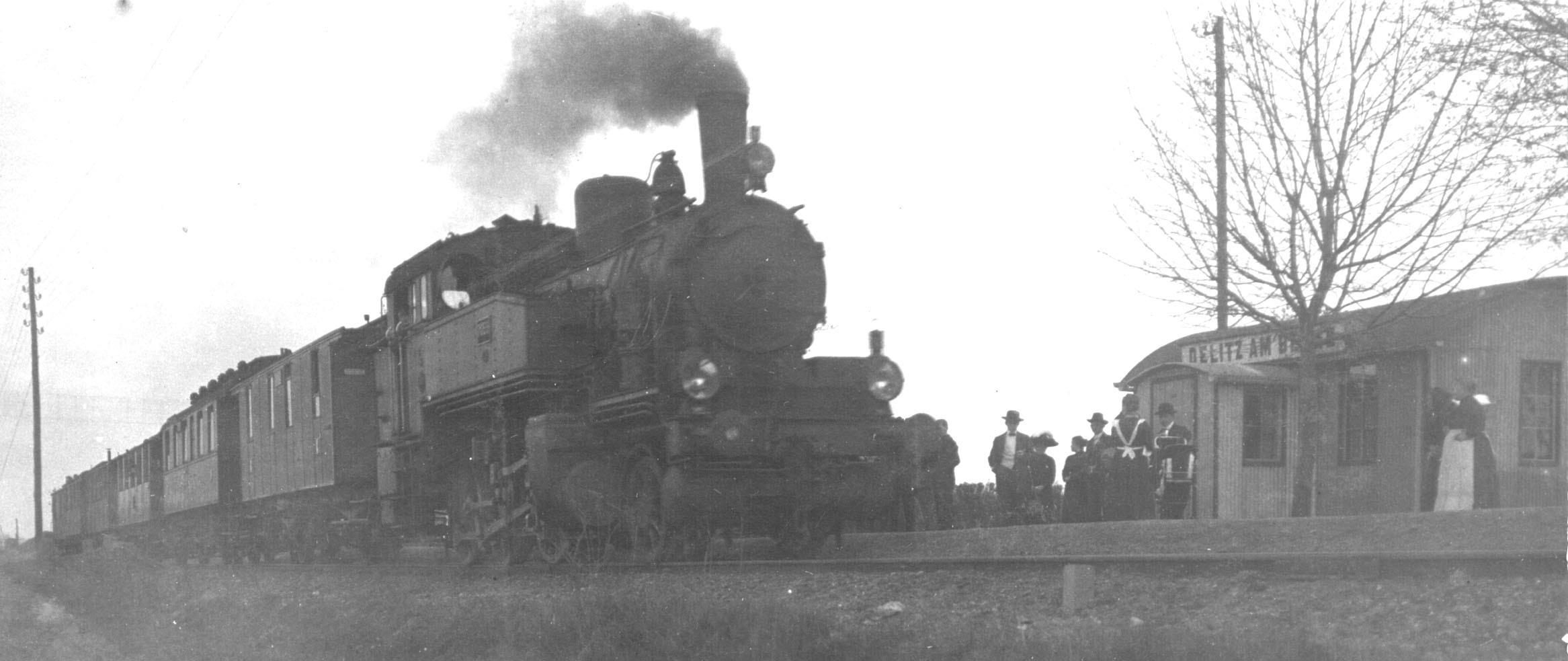
Ein Zug am Haltepunkt Delitz am Berge
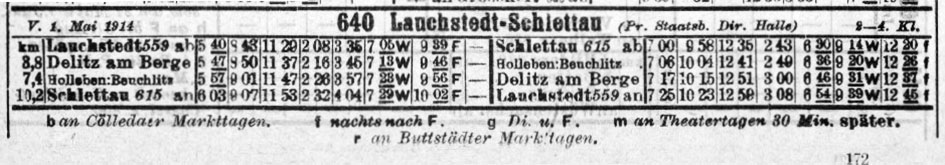
Fahrplan der Strecke 640 Lauchstädt-Schlettau 1914